# Liste der Monuments historiques in Lorient
Die Liste der Monuments historiques in Lorient führt die Monuments historiques in der französischen Gemeinde Lorient auf.

## Liste der Bauwerke
| Bezeichnung           | Beschreibung | Standort                                       | Kennzeichnung | Schutzstatus | Datum | Bild |
| --------------------- | ------------ | ---------------------------------------------- | ------------- | ------------ | ----- | ---- |
| Kapelle St-Christophe |              | Impasse de la chapelle Saint-Christophe (Lage) | PA00091409    | Inscrit      | 1934  |      |
| Haus                  |              | 18, rue Jules-Legrand (Lage)                   | PA00091410    | Inscrit      | 1929  |      |
| Sühnemonument         |              | Avenue Perrière Rue Jules-Legrand (Lage)       | PA00091411    | Inscrit      | 1944  |      |
| Hôtel Gabriel         |              | Arsenal (Lage)                                 | PA00091412    | Classé       | 1930  |      |